# فصیحی
فصیحی یک نام خانوادگی است. افراد سرشناس با این نام از این قرارند:
- فرزانه فصیحی (زادهٔ ۱۳۷۱)، دوندهٔ سرعت ایرانی
- فرناز فصیحی (زادهٔ ۱۳۵۰)، روزنامه‌نگار ایرانی-آمریکایی